# Båtskäret (Vaasa)
Båtskäret est une île de l'archipel de Vaasa à Vaasa en Finlande,.

## Géographie
La superficie de l'île est de 13,9 hectares et sa longueur maximale est de 570 m du nord au sud.